# 小石直輝
小石 直輝（こいし なおき、1991年11月7日 - ）は、日本の元プロボクサー。千葉県印西市出身。大橋ボクシングジム所属。

## 来歴
2013年にプロデビュー。
2015年より大橋ボクシングジム所属。
2016年に引退。